# Presidente Dutra (Maranhão)
Presidente Dutra (antigamente denominado "Curador") é um município brasileiro do estado do Maranhão. Localiza-se no Centro do estado, na microrregião homônima. Sua população, conforme estimativas do IBGE de 2018, era de 47 567 habitantes.
Em 2024, a área do município era de 771,574 quilômetros quadrados, o que o coloca na posição 126 dos 217 municípios do estado do Maranhão e 1781 dos 5570 municípios brasileiros.  

## História
Situado às margens do riacho Preguiça, subafluente do Mearim, Presidente Dutra era conhecido antigamente pela denominação de Curador, com a qual foi elevado à categoria de município pelo Decreto-Lei nº 820, de 30 de dezembro de 1943.
Partindo de Codó, município do estado do Maranhão, no Século XIX, os cunhados José de Souza Carvalheiro e José de Souza Albuquerque, buscando local onde pudessem se fixar, desbravaram a região onde hoje se encontra o município de Presidente Dutra.
Com isso, conseguiram localizar as brejeiras de São Bento, São Joaquim do Caxixi e Corrente, os dois primeiros pertencentes ao município de Tuntum, e o último pertence ao município de Barra do Corda.  Tempos depois, trouxeram suas famílias, fixando-se na região. Posteriormente, um grupo de nordestinos chegou ao local, ocupando uma área próxima da embocadura do riacho Firmino com o riacho Preguiça, onde viria a ser a sede do município. Dentre os que ali se fixaram, um praticava o “curandeirismo”, dando origem à primeira denominação do povoado “Curador”.
Em 1901, chegou Cesário Saraiva da Costa, acompanhado de parentes e amigos, construindo nove casas, próximas à Barra dos Riachos. Em 1903, as famílias Diogo Soares e Centanio Teixeira passaram a residir pela localidade. Em 1910, surgia a primeira casa de telha e, em seguida, a igreja, onde foi celebrada a primeira missa pelo Frei Roberto Colongo. 
Diante disso, somente a 12 de dezembro de 1948, pela Lei nº 208, esse topônimo foi substituído, numa homenagem da classe política maranhense ao então presidente Marechal Eurico Gaspar Dutra. Foi desmembrado de Barra do Corda, cuja jurisdição não passava de um distrito.

## Geografia
Situado na região central do estado do Maranhão, o município tornou-se ponto de passagem e por isso evidencia alto índice movimentação cambial.[carece de fontes?]
Economia
Em 2021, o Produto Interno Bruto (PIB) per capita do município de Presidente Dutra era de R$ 15.659,03. Comparando-se com outros municípios do Estado, ficava nas posições 35 de 217 e na 3684 de 5570 entre todos os municípios do Brasil. Já o percentual de receitas externas em 2023 era de 83,79%, o que o colocava na posição 190 de 217 entre os municípios do Maranhão e na 3246 de 5570.  
| Salário médio mensal dos trabalhadores formais [2022]                                             | 1,9 salários mínimos |
| Pessoal ocupado [2022]                                                                            | 7.506 pessoas        |
| População ocupada [2022]                                                                          | 16,62 %              |
| Percentual da população com rendimento nominal mensal per capita de até 1/2 salário mínimo [2010] | 47,3%                |

Fonte: IBGE
Educação
O município conta com uma unidade de ensino médio técnico em tempo integral do Instituto Estadual do Maranhão (IEMA), bem como do Instituto Federal do Maranhão (IFMA).
Também há um campus da Universidade Estadual do Maranhão, e instituições de ensino superior privado da UNIASSELVI, Uninter e UniFacema.
Em 2010, a taxa de escolarização de 6 a 14 anos de idade era de 96,4% no município de Presidente Dutra. Comparando-se com outros municípios do estado do Maranhão, ficava na posição 128 de 217. Já se levando em consideração todos os municípios do Brasil, ficava na posição 4281 de 5570.
| Taxa de escolarização de 6 a 14 anos de idade [2010]             | 96,4 %           |
| IDEB – Anos iniciais do ensino fundamental (Rede pública) [2023] | 4,8              |
| IDEB – Anos finais do ensino fundamental (Rede pública) [2023]   | 4,5              |
| Matrículas no ensino fundamental [2023]                          | 6.806 matrículas |
| Matrículas no ensino médio [2023]                                | 1.874 matrículas |
| Docentes no ensino fundamental [2023]                            | 379 docentes     |
| Docentes no ensino médio [2023]                                  | 130 docentes     |
| Número de estabelecimentos de ensino fundamental [2023]          | 35 escolas       |
| Número de estabelecimentos de ensino médio [2023]                | 9 escolas        |

Fonte: IBGE

### Saúde
O município possuía, em 2009, 23 instituições de saúde, sendo 15 públicas e 8 privadas, entre hospitais, pronto-socorros, postos de saúde e serviços odontológicos. Nelas havia 150 leitos para internação. Em 2014, 97,5% das crianças menores de 1 ano de idade estavam com a carteira de vacinação em dia. Em 2015, foram registrados 872 nascidos vivos, ao mesmo tempo que o índice de mortalidade infantil foi de 11,5 óbitos de crianças menores de cinco anos a cada mil nascidos vivos. No mesmo ano, 22,8% das crianças que nasceram no município eram de mães adolescentes. Cerca de 95,9% das crianças menores de 2 anos foram pesadas pelo Programa Saúde da Família em 2014, sendo que 1,8% delas estavam desnutridas.
Até 2009, Presidente Dutra possuía 6 estabelecimentos de saúde especializados em clínica médica, obstetrícia, pediatria e traumato-ortopedia, e nenhum estabelecimento de saúde com especialização em psiquiatria ou cirurgia bucomaxilofacial. Dos 23 estabelecimentos de saúde, apenas 4 deles contavam com internação. Até 2016, havia 71 registros de casos de HIV/AIDS, sendo que 7,69% dos casos registrados foram em pessoas até os 24 anos de idade. Entre 2001 e 2012 houve 517 casos de doenças transmitidas por mosquitos e insetos, sendo as principais delas a dengue, a leishmaniose e a malária.

O município conta com o Hospital Regional de Urgência e Emergência de Presidente Dutra (Socorrão), administrado pela EMSERH, e especializado em cirurgia geral, ortopedia, neurocirurgia, bucomaxilo e cirurgia-geral e anestesia.

### Demografia
Conforme dados do Censo Demográfico 2022, a população do município na referida data era de 45.155 habitantes e a densidade demográfica era de 58,58 habitantes por quilômetro quadrado. Comparando-se com os demais municípios do Estado, ficava nas posições 24 e 20 de 217. Já se comparando com todos os municípios do Brasil, ficava nas posições 721 e 1293 de 5570.
| População no último censo [2022] | 45.155 pessoas                          |
| População estimada [2024]        | 46.578 pessoas                          |
| Densidade demográfica [2022]     | 58,52 habitante por quilômetro quadrado |

Fonte: IBGE
Meio Ambiente
Em 2010, apresentava 23,3% de domicílios com esgotamento sanitário adequado, além de 75,2% de domicílios urbanos em vias públicas com arborização e 6,1% de domicílios urbanos em vias públicas com urbanização adequada.
| Bioma predominante [2024]             | Cerrado       |
| Área urbanizada [2019]                | 11,88 km²     |
| Esgotamento sanitário adequado [2010] | 23,3 %        |
| Arborização de vias públicas [2010]   | 75,2 %        |
| Urbanização de vias públicas [2010]   | 6,1 %         |
| População exposta ao risco [2010]     | 5.350 pessoas |

Fonte: IBGE

## Cultura
O município realiza anualmente as festas do padroeiro São Sebastião as festas de São Francisco e de São José Operário.

### Clubes
Há os clubes de associações, como a AABB, pertencente ao Banco do Brasil; a ASEEL, associação recreativa localizada no condomínio residencial da Eletronorte e a ASCERCA, referente aos funcionários da CAEMA.

### Gastronomia
Uns dos principais pratos da culinária local são a panelada e o arroz de cuxá. Existem também os espetinhos que se concentram durante toda a Avenida Tancredo Neves e o bairro Vila Militar. A cidade ainda conta com redes de pizzarias, hamburguerias, choperias, bares e outros estabelecimentos.

### Pontos turísticos
No centro da cidade localizam-se a Praça São Sebastião, com sua caixa d'água, inaugurada em agosto de 1970 pelo prefeito Antenor Arruda Léda e pelo então governador Antônio Dino. Na praça também está localizada a Igreja São Sebastião e a antiga capela do padroeiro São Bento (datada de 1949) e o antigo convento das irmãs franciscanas, que hoje abriga o Colégio Sagrada Família, instituição de ensino privada e ligada à paróquia de São Sebastião, que tem como anexo a Escola Nossa Senhora de Fátima e que pertence a Paróquia São Francisco e São José. Presidente Dutra também é conhecida por suas praças arborizadas e com fontes iluminadas. No interior do município encontram-se ainda pontos turísticos: o riacho Firmino, no povoado de mesmo nome; o riacho Preguiças (popularmente conhecido como Rio Preguiças, o que pode confundir com o verdadeiro Rio Preguiças localizado ao norte do estado).

### Esporte
Tem como referência o Central, principal time de futebol de Presidente Dutra, quando nos anos de 1970 e 1980, era um dos principais times do estado.

## Meios de comunicação
A cidade conta com sistemas de televisão representados pelas estações TV Cidade (afiliada Rede Record), a TV Rio Flores (afiliada Rede Super ). a TV Mirante (afiliada Rede Globo) a TV Centro Norte (afiliada SBT) e também a TV Meio Norte (Rede Meio Norte). A cidade também possui três estações populares de rádio: a Portal FM (106.3), a FM Cidade (104.9) e a Rádio Centro Norte (93.1). No ramo dos jornais impressos, destaca-se o mensal O Exemplar.

## Galeria

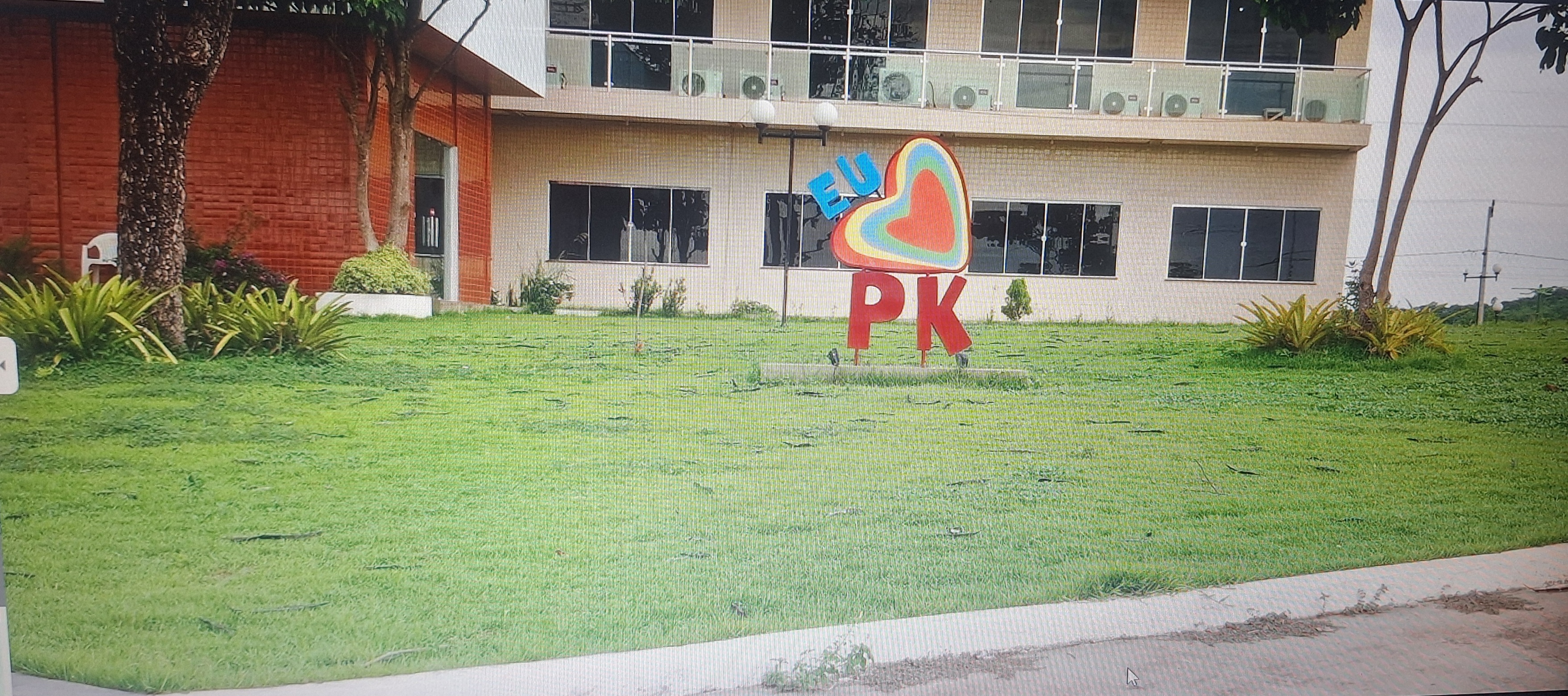
Praça da Prefeitura de Presidente Dutra
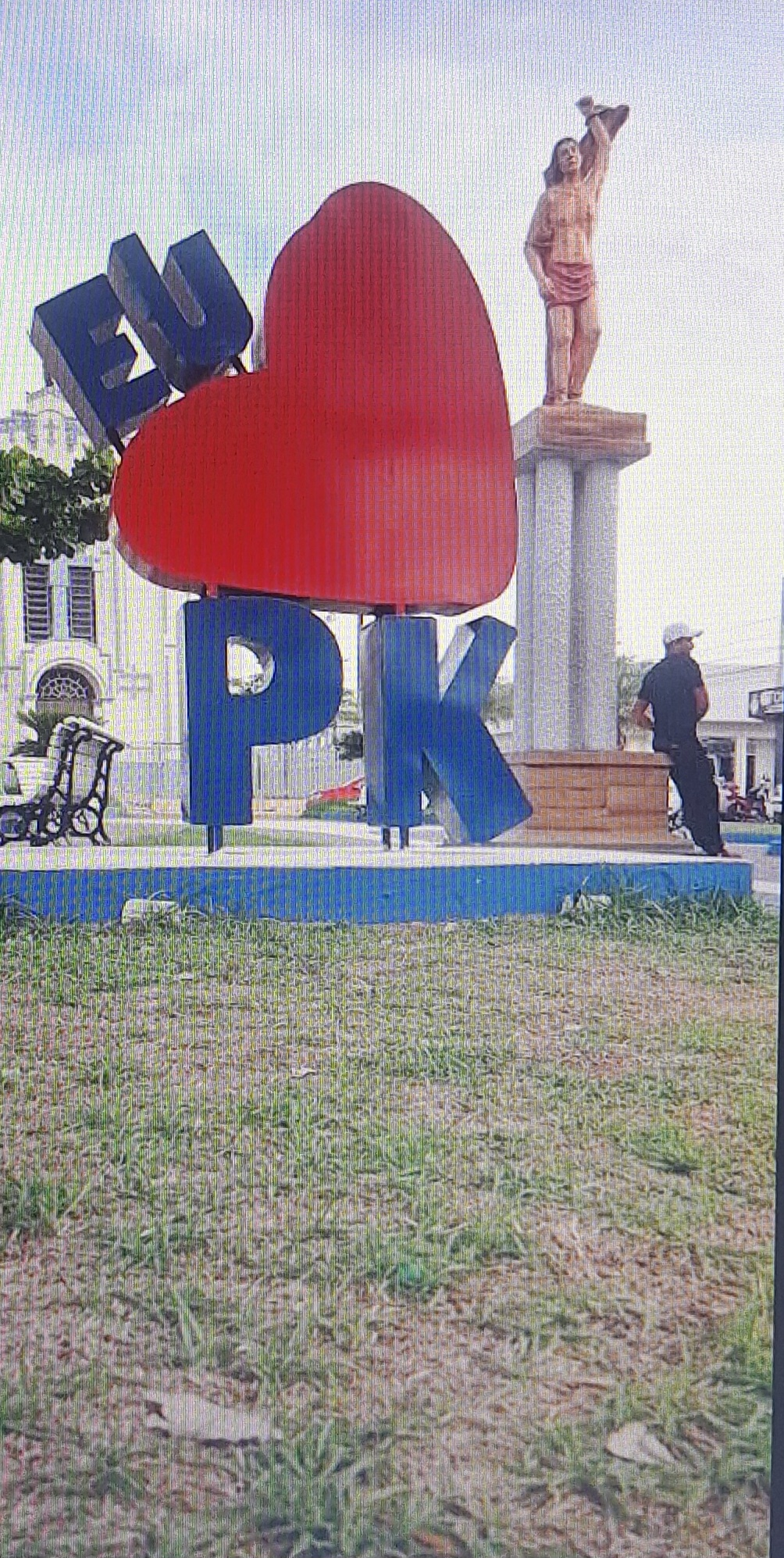
Estátua de São Sebastião
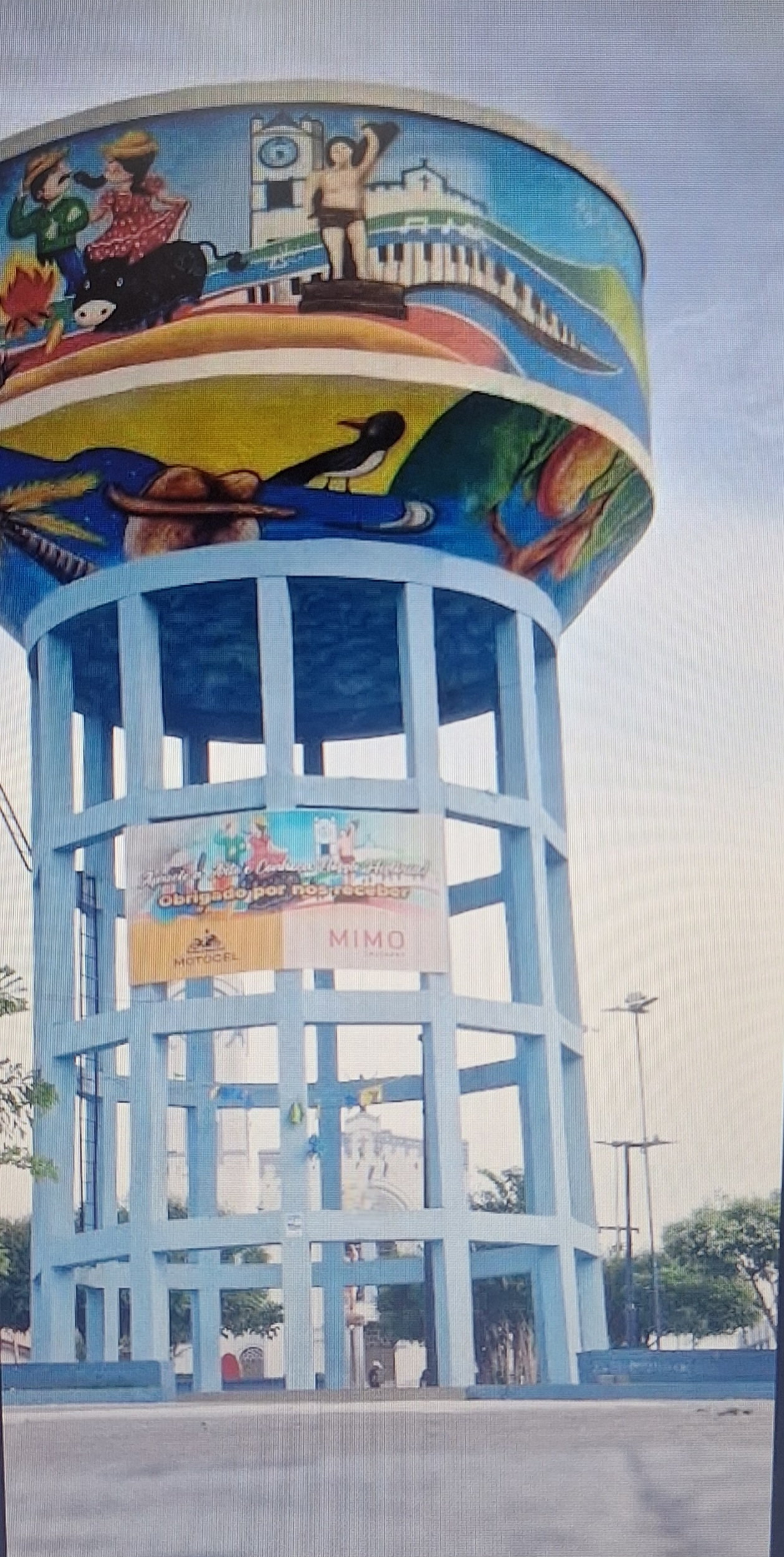
Caixa d'Água, Praça São Sebastião
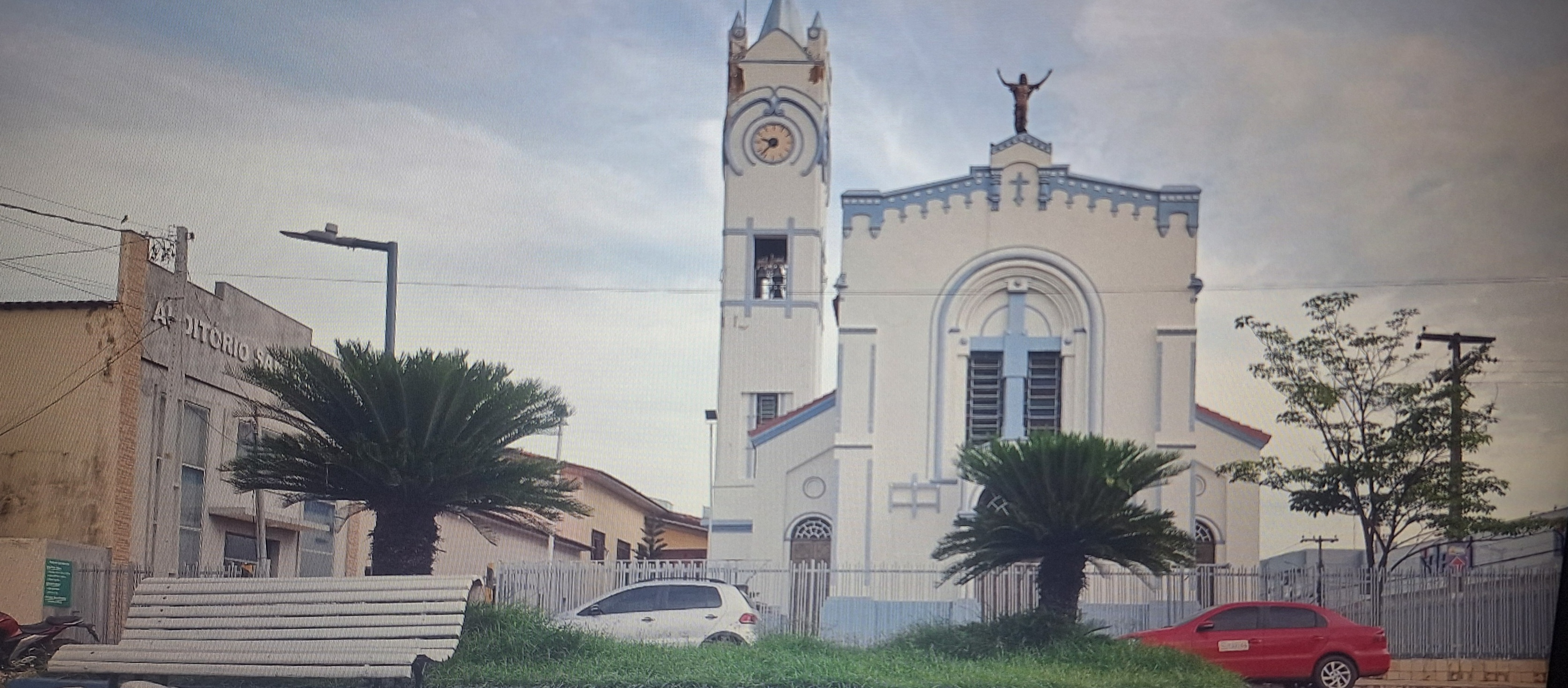
Paróquia São Sebastião